# فوربو هلدینگ
فوربو هلدینگ (انگلیسی: Forbo Holding) شرکت مصالح ساختمانی سوئیسی است، که در سال ۱۹۲۸ تأسیس شد.